# Prelaz
Prelaz je nižji del gorskega slemena, čez katerega vodi pot /cesta iz ene doline v drugo.
Na poti čez gorovje predstavlja prelaz navadno najvišjo točko nadmorske višine, ki jo moramo prepotovati, če želimo priti na drugo stran gorovja. Gorovja so skozi zgodovino predstavljala oviro trgovcem, vojakom in drugim potnikom, saj je bil za prehod potreben vzpon čez mnogokrat zasnežene vrhove. Hribovje je predstavljalo oviro potovanja, saj so velike skupine popotnikov težko premagovale pot, otovorjene živali so stežka hodile ob gorskih previsih, ob vsem pa je veliko težav prinašalo nestanovitno vreme, nižje temperature in problem prilagajanja na redkejši zrak. Kljub vsemu so se skupine večkrat odločale za potovanje preko gorovij, saj bi jim pot okoli njih lahko vzel tudi več mesecev časa. Nekateri prelazi so bili dobro vidni od daleč, drugi, ki so vodili skozi ozke soteske, pa so ostali skriti, dokler ni na njih prvič stopila človeška noga.
Večanje migracij in odkrivanje trgovskih poti je prineslo tudi veliko informacij o možnostih potovanja, ki so se v trgovskih središčih hitro ustno prenesle med drugimi popotniki.